# Yoni mudra

Yoni mudra

Yoni mudra (Sanskriet: mudra is zegel of gebaar en yoni betekent bron of schoot) is een mudra in hatha yoga. Een mudra is een term die teruggaat op de klassieke teksten van de veda's en betekent in dit geval dat de hand in een bepaalde stand wordt gehouden waardoor er prana op een bepaalde manier door geleid wordt. Mudra's worden voornamelijk beoefend tijdens het mediteren.
Bij de yoni mudra zijn beide handen naar het gezicht gebracht waarbij alle vingers samen de zintuigen afsluiten: de duimen sluiten de oren af, de wijsvingers de ogen en de middelvingers de neusgaten; verder bedekken de ringvingers en pinken de boven- en onderlip.
Aan de vingers wordt een verschillende betekenis toegeschreven:
- De duim staat voor de goddelijke energie. Het is het symbool voor wilskracht die niet geconditioneerd is door karma.
- De wijsvinger wordt in verband gebracht met Jupiter en staat symbool voor het ego en expansie. De energieën zouden worden beheerst door onbewuste patronen.
- De middelvinger symboliseert de kracht van Saturnus. Door deze vinger zou het meest door karma geconditioneerde energie stromen en wordt daarom alleen gebruikt voor mudra's waarvoor sterke stabiliserende krachten nodig zijn.
- De ringvinger symboliseert de energieën van de zon die betrekking hebben op de kracht van een individu.
- De pink wordt geassocieerd met Mercurius en wordt gerelateerd aan het ontwikkelen van het intellect en zaken.[1]